# لين كيلي
لين كيلي (بالإنجليزية: Lynne Kelly)‏ هي كاتبة للأطفال وكاتِبة أمريكية، ولدت في 1 مارس 1969 في غاليسبورغ في الولايات المتحدة.